# يالوة
يَالوَة (بالتركية: یالوه، Yalova) هي عاصمة ولاية يالوة تقع في شمال غرب تركيا ويبلغ تعداد سكانها حوالي 70,118 نسمة.
مدينة ساحلية هادئة وتمتاز بجو معتدل صيفًا وشتاءً، تتوافر فيها كافة الخدمات وسكانها ودودين محبين للحياة.
تعتبر مدينة يالوة نقطة الوصل بين المناطق الأكثر حيوية في تركيا. فهي تقع في منتصف المسافة بين مدينة إسطنبول العالمية ومدينة بورصة أول عاصمة للدولة العثمانية وبين مدينة صبنجة.
تبعد يالوة عن مطار صبيحة في إسطنبول 40 كيلومتر  وعن مدينة إسطنبول الأوربية 75 كيلومتر كما تبعد عن مدينة بورصة 45 كيلومتروعن مدينة صبنجة ب 60 كيلومتر. وتعد من أهم المدن السياحية التركية التي تتميز بالمناظر الطبيعية والمرافق السياحية الخلابة، كما أنها تتفرد باحتوائها على حمامات كبريتية علاجية معروفة على مستوى العالم تعرف باسم ترمال وبوجود شلالات رائعة.
أصبحت مدينة يالوة السياحية محط أنظار المستثمرين والسياح خاصة بعد مشاريع النقل الكبرى والأنفاق التي أفتتحت في السنوات الأخيرة وعلى رأس هذه المشاريع جسر عثمان غازي رابع أطول جسر معلق في العالم. كما أن مدينة يالوة تتوفر بها وسائل النقل البري والنقل البحري الذي يقوم بنقل الركاب والسيارات من إسطنبول إلى يالوة والعكس، حيث تتوفر في إسطنبول محطات لهذه السفن والحافلات مثل (بنديك Pendik ويني كابه Yenikapı) والتي تقوم بنقل الركاب من وإلى مدينة يالوة.
شهدت المدينة ارتفاعا كبيرا في بيع العقارات في السنوات الأخيرة.

## المناخ
يظهر الجدول التالي التغييرات المناخية على مدار السنة ليالوة:
| البيانات المناخية لـيالوفا                        | البيانات المناخية لـيالوفا | البيانات المناخية لـيالوفا | البيانات المناخية لـيالوفا | البيانات المناخية لـيالوفا | البيانات المناخية لـيالوفا | البيانات المناخية لـيالوفا | البيانات المناخية لـيالوفا | البيانات المناخية لـيالوفا | البيانات المناخية لـيالوفا | البيانات المناخية لـيالوفا | البيانات المناخية لـيالوفا | البيانات المناخية لـيالوفا | البيانات المناخية لـيالوفا |
| الشهر                                             | يناير                      | فبراير                     | مارس                       | أبريل                      | مايو                       | يونيو                      | يوليو                      | أغسطس                      | سبتمبر                     | أكتوبر                     | نوفمبر                     | ديسمبر                     | المعدل السنوي              |
| ------------------------------------------------- | -------------------------- | -------------------------- | -------------------------- | -------------------------- | -------------------------- | -------------------------- | -------------------------- | -------------------------- | -------------------------- | -------------------------- | -------------------------- | -------------------------- | -------------------------- |
| الدرجة القصوى °م (°ف)                             | 25.1 (77.2)                | 27.2 (81.0)                | 31.4 (88.5)                | 36.5 (97.7)                | 34.2 (93.6)                | 42.1 (107.8)               | 45.4 (113.7)               | 40.0 (104.0)               | 37.5 (99.5)                | 36.6 (97.9)                | 29.0 (84.2)                | 27.4 (81.3)                | 45.4 (113.7)               |
| متوسط درجة الحرارة الكبرى °م (°ف)                 | 10.3 (50.5)                | 10.5 (50.9)                | 12.7 (54.9)                | 17.2 (63.0)                | 21.7 (71.1)                | 26.4 (79.5)                | 28.8 (83.8)                | 28.9 (84.0)                | 25.4 (77.7)                | 20.7 (69.3)                | 15.8 (60.4)                | 12.0 (53.6)                | 19.2 (66.6)                |
| متوسط درجة الحرارة الصغرى °م (°ف)                 | 3.3 (37.9)                 | 3.1 (37.6)                 | 4.5 (40.1)                 | 8.0 (46.4)                 | 11.9 (53.4)                | 15.9 (60.6)                | 18.0 (64.4)                | 18.3 (64.9)                | 15.0 (59.0)                | 11.8 (53.2)                | 7.7 (45.9)                 | 5.2 (41.4)                 | 10.2 (50.4)                |
| أدنى درجة حرارة °م (°ف)                           | −5.9 (21.4)                | −11.0 (12.2)               | −7.4 (18.7)                | −1.6 (29.1)                | 1.2 (34.2)                 | 8.0 (46.4)                 | 10.8 (51.4)                | 10.6 (51.1)                | 6.2 (43.2)                 | 1.3 (34.3)                 | −3.2 (26.2)                | −5.6 (21.9)                | −11.0 (12.2)               |
| الهطول مم (إنش)                                   | 86.9 (3.42)                | 69.8 (2.75)                | 69.5 (2.74)                | 53.0 (2.09)                | 33.8 (1.33)                | 41.7 (1.64)                | 22.4 (0.88)                | 36.9 (1.45)                | 52.9 (2.08)                | 89.0 (3.50)                | 89.2 (3.51)                | 107.2 (4.22)               | 752.3 (29.61)              |
| متوسط الأيام الممطرة                              | 15.6                       | 13.3                       | 12.3                       | 11.1                       | 7.6                        | 6.0                        | 4.2                        | 4.3                        | 6.3                        | 10.8                       | 12.6                       | 14.5                       | 118.6                      |
| ساعات سطوع الشمس الشهرية                          | 58.9                       | 86.8                       | 133.3                      | 171                        | 235.6                      | 273                        | 294.5                      | 279                        | 222                        | 155                        | 78                         | 46.5                       | 2٬033٫6                    |
| المصدر: Devlet Meteoroloji İşleri Genel Müdürlüğü |                            |                            |                            |                            |                            |                            |                            |                            |                            |                            |                            |                            |                            |

## توأمة
ليالوة اتفاقيات توأمة مع كل من:
- باطوم (2012 -)[15]
- باد غودزبرغ منذ (1969 -)
- مجيدية
- محج قلعة
- بلدية برغاس [الإنجليزية]‏
- بورغاس

## أعلام
- بيراك توزن اتاج
- محمد أوكور